# تا سه نشه بازی نشه
تا سه نشه بازی نشه (انگلیسی: Third Time Lucky) یک فیلم درام جنایی به کارگردانی گوردون پری است که در سال ۱۹۴۹ منتشر شد. از بازیگران آن می‌توان به گلینیس جونز اشاره کرد. مایکل هوردرن هم در یک نقش فرعی (پزشک دوم) در فیلم ظاهر شده که البته نامش در عنوان‌بندی فیلم نیامده است.